# Jean Gaubert
Pour les articles homonymes, voir Gaubert.
Jean Gaubert, né le 3 mars 1947 à Plouvara (Côtes-du-Nord), est un homme politique français.
Il est membre du Parti socialiste.

## Biographie
Agriculteur de profession, il devient en 1977, à 30 ans, maire de sa commune de Pluduno. Il exerce cette fonction jusqu'en 1997. À cette date, il démissionne de son mandat mais reste élu au conseil municipal.
À partir des législatives de 1981, il devient le suppléant du député de la deuxième circonscription des Côtes-d'Armor, Charles Josselin. Grâce aux nominations de ce dernier dans plusieurs gouvernements socialistes, il siège à l'Assemblée nationale au cours des VIIe, IXe et XIe législatures.
En 1986, il est élu au conseil régional de Bretagne où il n’exercera qu’un seul mandat.
Depuis 1988, il est élu conseiller général du canton de Plancoët. Entre 1992 et 2001, il a été vice-président du conseil général des Côtes-d'Armor. Malgré sa réélection à l'assemblée départementale en 2001, il abandonne la vice-présidence pour se consacrer à ses autres tâches électives.
Le 16 juin 2002, à la suite de la décision de Charles Josselin de ne pas se représenter, il est élu comme député titulaire de la deuxième circonscription des Côtes-d'Armor en battant au second tour Michel Vaspart, le maire UMP de Pleudihen-sur-Rance, avec 50,12 % des voix. Il siège au sein du groupe socialiste.
Spécialiste des questions relatives à la consommation et à l’énergie, Jean Gaubert a été rapporteur du budget de la consommation à l’Assemblée nationale de 2006 à 2012 et vice-président de la commission des affaires économiques de 2007 à 2012. En 2011, il a mené une mission d'information sur la sécurité et le financement des réseaux de distribution d'électricité.
Il est réélu le 17 juin 2007, pour la XIIIe législature (2002-2007), en battant à nouveau Michel Vaspart, cette fois avec 54,68 % des suffrages. Il fait partie du groupe socialiste, radical et citoyen. Il est vice-président de la commission des affaires économiques, de l'environnement et du territoire. Il est membre du club « les amis du cochon », club en lien direct avec la filière nationale porcine. 
Il a appelé à voter « non » lors du référendum du 29 mai 2005 sur le projet de constitution européenne. Dans un communiqué de presse d'avril 2005, il se défend d'être eurosceptique, indiquant : « J’aurais voté Oui si l’on avait supprimé toute règle d’unanimité, car je crois que celle-ci ne peut que stériliser toute avancée dans une Europe aussi large, aussi diverse. J’aurais voté Oui en me disant que c’était dommage d’accoler un programme politique à une charte fondamentale, mais après tout, le militantisme et des renversements de majorités européennes pouvaient nous faire espérer des changements futurs ». Le 5 novembre 2007, il est l'un des signataires de l'appel publié dans Libération intitulé « Pourquoi les nonistes du PS votent oui au nouveau traité ». Il incite ainsi le PS à voter oui au traité de Lisbonne se substituant à la constitution européenne défunte.
Il choisit de ne pas se présenter lors des législatives de 2012 et abandonne ainsi son dernier mandat électoral. C'est la maire socialiste de Plancoët, Viviane Le Dissez qui lui succède.
Le 6 septembre 2013, il annonce sa candidature aux élections municipales de 2014 à Dinan à la tête de la liste : Dinan, Ambitieux, Durable & Solidaire avec Jean Gaubert. Il échoue dans une triangulaire.
Il a été vice-président de la Fédération nationale des collectivités concédantes et régies (FNCCR), qui
réunit les collectivités locales organisatrices des services publics de l’énergie, de l'eau et des déchets de 1983 à 2014.
Jean Gaubert est nommé médiateur national de l'énergie, par arrêté interministériel du 19 novembre 2013, publié au Journal officiel du 22 novembre 2013.

## Mandats

### Médiateur national de l'énergie
- 19/11/2013 - 18/11/2019 : médiateur national de l'énergie

### Député
- 16/12/1985 - 01/04/1986 : député de la deuxième circonscription des Côtes-d'Armor
- 05/05/1992 - 01/04/1993 : député de la deuxième circonscription des Côtes-d'Armor
- 05/07/1997 - 18/06/2002 : député de la deuxième circonscription des Côtes-d'Armor
- 19/06/2002 - 19/06/2007 : député de la deuxième circonscription des Côtes-d'Armor
- 20/06/2007 - 19/06/2012 : député de la deuxième circonscription des Côtes-d'Armor

### Conseiller régional
- 17/03/1986 - 22/03/1992 : conseiller régional de Bretagne

### Conseiller général
- 03/10/1988 - 27/03/1994 : conseiller général des Côtes-d'Armor
- 30/03/1992 - 27/03/1994 : vice-président du conseil général des Côtes-d'Armor
- 28/03/1994 - 23/03/1998 : vice-président du conseil général des Côtes-d'Armor
- 27/06/1998 - 18/03/2001 : vice-président du conseil général des Côtes-d'Armor
- 18/03/2001 - 16/03/2008 : conseiller général des Côtes-d'Armor

### Conseiller municipal et maire
- 31/03/2014 - à ce jour : membre du conseil municipal de Dinan
- 13/03/1977 - 13/03/1983 : maire de Pluduno (Côtes-d'Armor)
- 14/03/1983 - 19/03/1989 : maire de Pluduno
- 20/03/1989 - 18/06/1995 : maire de Pluduno
- 19/06/1995 - 31/12/1997 : maire de Pluduno
- 01/01/1998 - 18/03/2001 : membre du conseil municipal de Pluduno
- 18/03/2001 - 16/03/2008 : membre du conseil municipal de Pluduno

Mandats intercommunaux
- Président de la communauté de communes de Plancoët Val d'Arguenon : 01/03/2001 - 01/07/2002

### Sources
- Le Monde des 12 et 19 juin 2007